# Vertrag von Conflans
Der Vertrag von Conflans wurde am 5. Oktober 1465 zwischen König Ludwig XI. von Frankreich und Karl dem Kühnen, Graf von Charolais und Regent der burgundischen Länder, unterzeichnet. Der Vertrag war ein Teil des Friedensschlusses zwischen dem König und den französischen Hochadligen, die sich in der Ligue du Bien public gegen ihn zusammengeschlossen hatten. Der Unterzeichnungsort, Schloss Conflans, liegt in der Ortschaft Conflans-l’Archevêque nahe Paris und ist heute Teil der Kommune Charenton-le-Pont.
Anlass für die Einigung der Parteien gab die unentschiedene Schlacht bei Montlhéry am 13. Juni 1465. Ludwig schloss mit Karl dem Kühnen von Burgund, dem Führer der Adelsrevolte in Conflans, mit dem Herzog der Bretagne in Caen und mit den übrigen Adligen in Saint-Maur Frieden. Ludwig erreichte damit die Spaltung der Adelsopposition in Frankreich.
Karl der Kühne erhielt durch den Vertrag von Conflans die Somme-Städte mit der Grafschaft Ponthieu in der Picardie zurück, die sein Vater bereits zwischen 1435 und 1463 als Pfand innegehalten hatte. Allerdings sollten diese Gebiete später von den Erben Ludwigs zurückgekauft werden können. Ludwig übertrug Karl weiter ohne Einschränkungen die Eigentumsrechte an den Grafschaften Boulogne, Guines und den südlichen Teil der Grafschaft Vermandois (Roye, Péronne und Montdidier), die allerdings seit 1435 bereits unter der Kontrolle des Hauses Valois-Burgund waren.
Während der Verhandlungen der Vertragsbestimmungen starb am 25. September 1465 Isabelle, die Frau Karls des Kühnen. Ludwig bot deshalb Karl die Hand seiner fünfjährigen Tochter Anne mit den Grafschaften Champagne und Pontieu als Mitgift an. Die Heirat kam aber nicht zustande.
Der Friede zwischen Karl und Ludwig XI. hatte nur für kurze Zeit Bestand. Ludwig hielt sich nicht an die Vereinbarungen und 1468 brachte Karl der Kühne eine neue Allianz gegen Ludwig zustande, indem er mit Unterstützung des englischen Königs Eduard IV. Karl von Valois, Herzog von Berry, Johann von Valois, Herzog von Alençon, und Franz II., Herzog der Bretagne, zusammenbrachte. Ludwig zerschlug jedoch durch sein diplomatisches Geschick auch diese Allianz noch im gleichen Jahr im Vertrag von Ancenis.